# Marilynn Webb
Pour les articles homonymes, voir Webb.
Marilynn Webb, née le 11 septembre 1937 à Grey Lynn et morte le 16 août 2021, est une artiste peintre et graveuse néo-zélandaise. Ses œuvres sont conservées dans des collections d'art en Nouvelle-Zélande, aux États-Unis et en Norvège.

## Biographie
Marilynn Lois Webb est originaire du quartier de Grey Lynn à Auckland. Une partie de sa famille trouve ses origines dans la communauté māori Ngāti Kahu, au nord de la Nouvelle-Zélande. 
Elle étudie à l'Opotiki College, à l'Ardmore Teachers' Training College et à l'université d'Auckland. À partir de 1957, elle entre au Dunedin College of Education et intègre une formation dans le cadre du programme de conseil aux arts. Elle travaille comme conseillère artistique pour le ministère de l'Éducation à Auckland et à Northland, ainsi que pour le projet Northern Māori. En 1974, elle commence le développement de son travail autour du pastel à l'université d'Otago. 
Son défunt fils, Ben Webb, était également un artiste.

## Carrière artistique
Marilynn Webb est reconnue pour ses travaux en gravure et sa peinture, composée majoritairement de pastels et d'œuvres coloriées à la main. Son art explore les concepts de la terre, de l'écologie, de la politique, des femmes dans l'art, de l'histoire des maoris et de l'histoire post-coloniale. Ses paysages reflètent sa passion pour la nature et comprennent des représentations du lac Mahinerangi, de la vallée de l'Ida, du Fiordland et de l'île Stewart. Elle reçoit plusieurs missions du ministère de la Conservation pour représenter des endroits sauvages et rarement accessibles,.
En 1974, elle est lauréate de la bourse Frances Hodgkins. Elle enseigne l'art pendant plus de trente ans aux niveaux secondaire et tertiaire du Dunedin College of Education. À partir de 1988, elle donne des cours de gravure à l'École d'art polytechnique d'Otago. En 2004, elle devient conférencière émérite. Elle a été membre du projet de surveillance de l'éducation nationale du ministère de l'Éducation, de l'unité de recherche en évaluation de l'université et gouverneure de la Fondation des arts de Nouvelle-Zélande. La même année, elle coécrit avec Bridie Lonie, l'ouvrage Marilynn Webb : Prints and Pastels.
En parallèle de ses heures d'enseignement, elle expose régulièrement ses travaux, comme à l'Académie des Beaux-Arts de Nouvelle-Zélande ou lors de l’événement artistique The Group en 1970, 1974, 1975 et 1976,. Marilynn Webb est nommée Officier de l'Ordre du mérite néo-zélandais pour service rendu à l'art et à l'éducation artistique en 2000. En 2010, elle reçoit un doctorat honorifique en droit de l'Université d'Otago.
Les œuvres de l'artiste sont conservées dans les collections du Musée d'art d'Auckland, du Musée Te Papa Tongarewa, du Norwegian Graphic Museum et de la Bibliothèque du Congrès des États-Unis,.

## Publications
- Marilynn Webb, Bridie Lonie, Marilynn Webb : Prints and Pastels, 128 p., 2004  (ISBN 978 1 877276 36 1)

## Distinctions
- 1974 : Lauréate de la bourse Frances Hodgkins
- 2004 : Conférencière émérite
- 2010 : Docteure honoris causa en droit de l'université d'Otago

## Décoration
- 2000 :  Officier de l'ordre du Mérite de Nouvelle-Zélande